# Belaruskaja tschyhunka

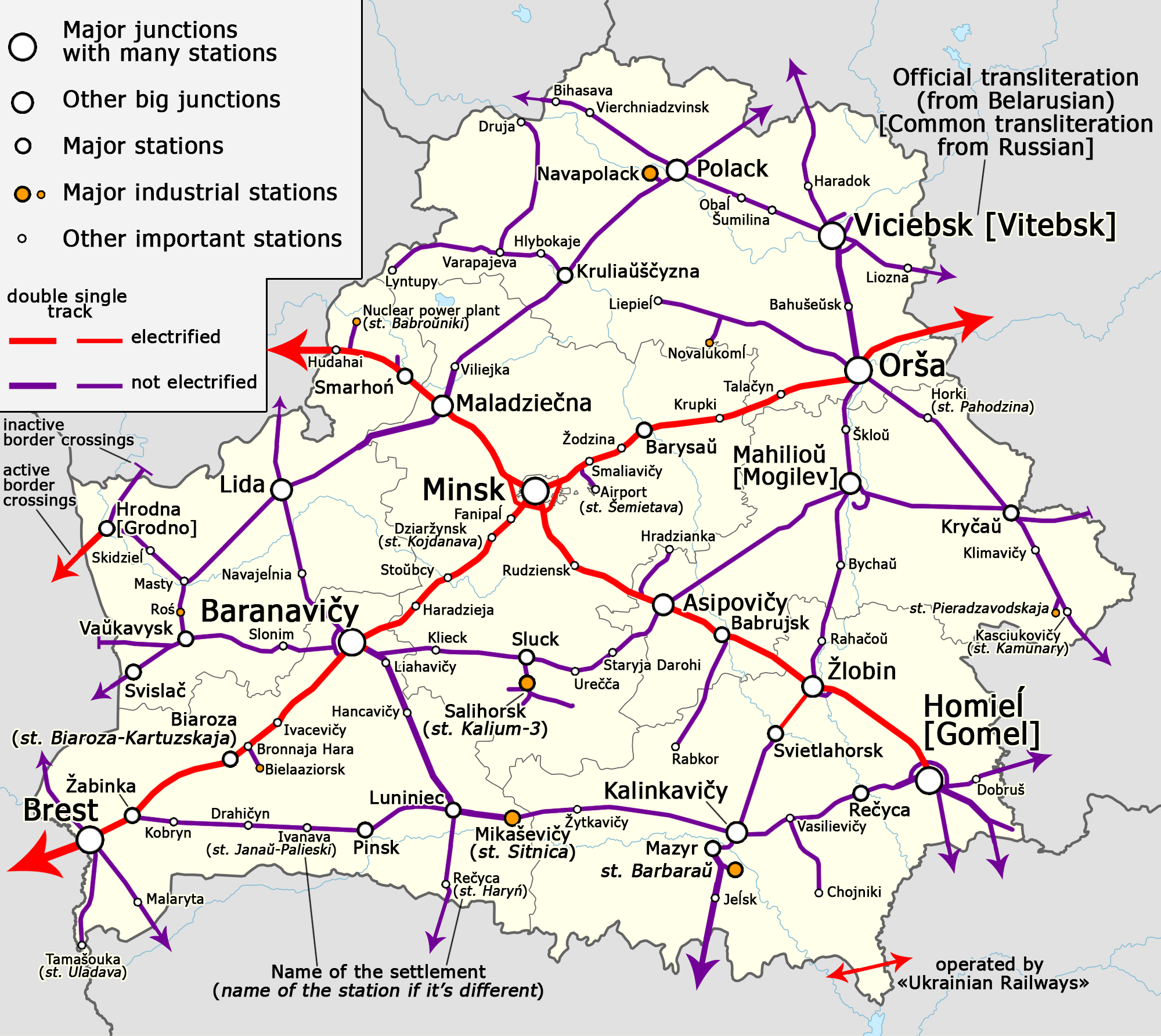
Das Schienennetz in Belarus

Entwicklung des Streckennetzes

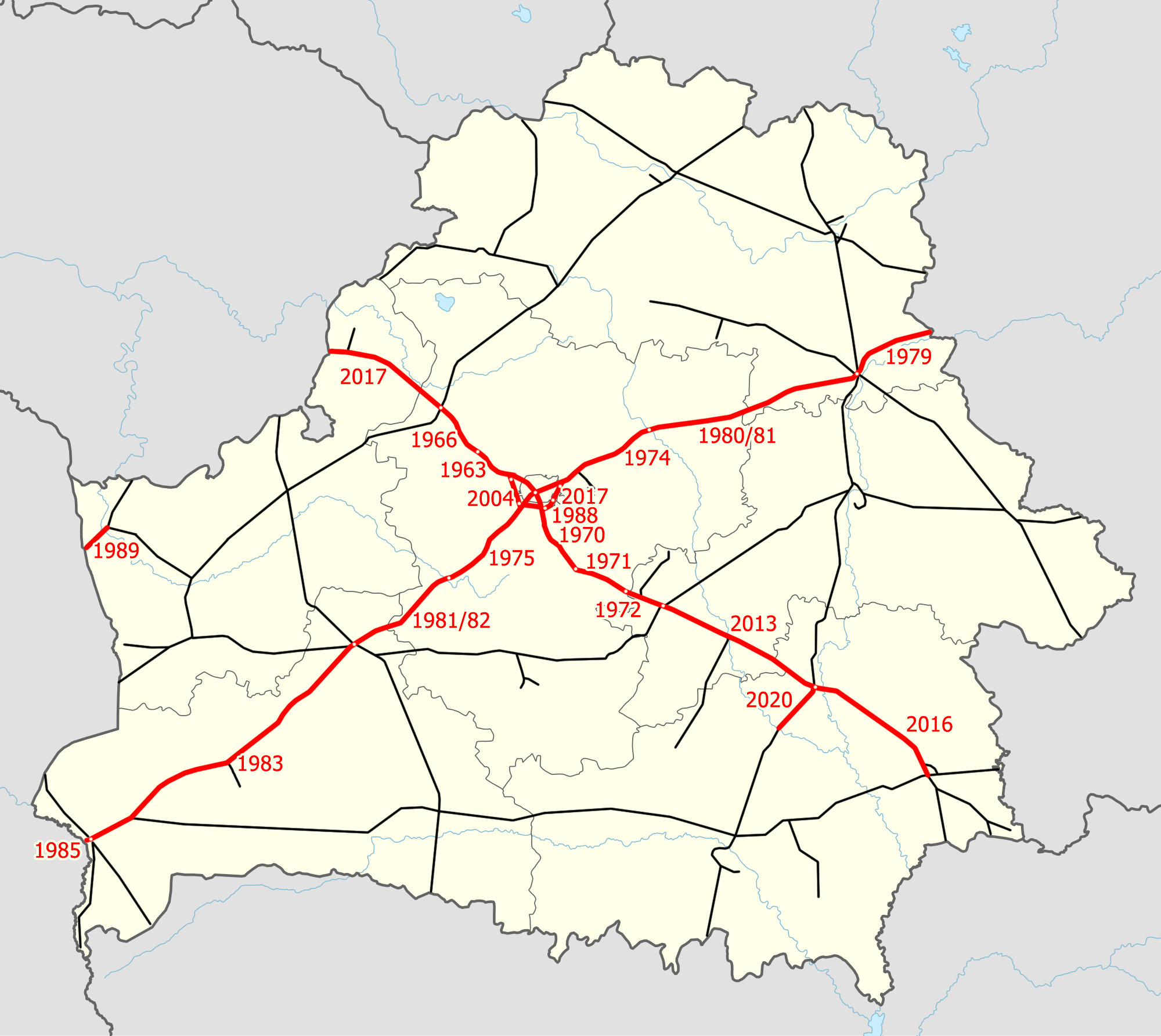
Elektrifizierten Bahnstrecken

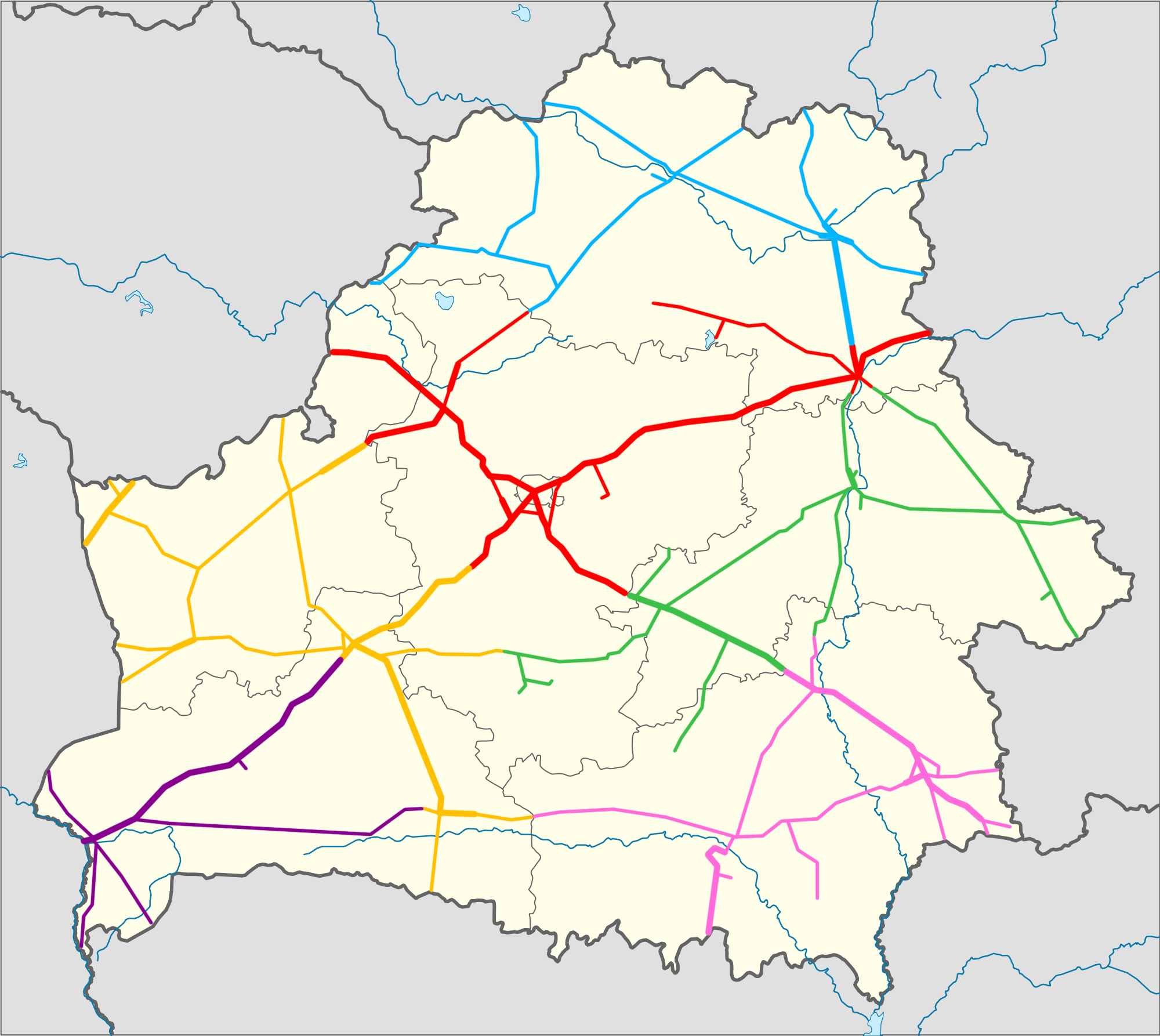
Direktionsbezirke
Bezirk Baranawitschy
Bezirk Brest
Bezirk Homel
Bezirk Mahiljou
Bezirk Minsk
Bezirk Wizebsk

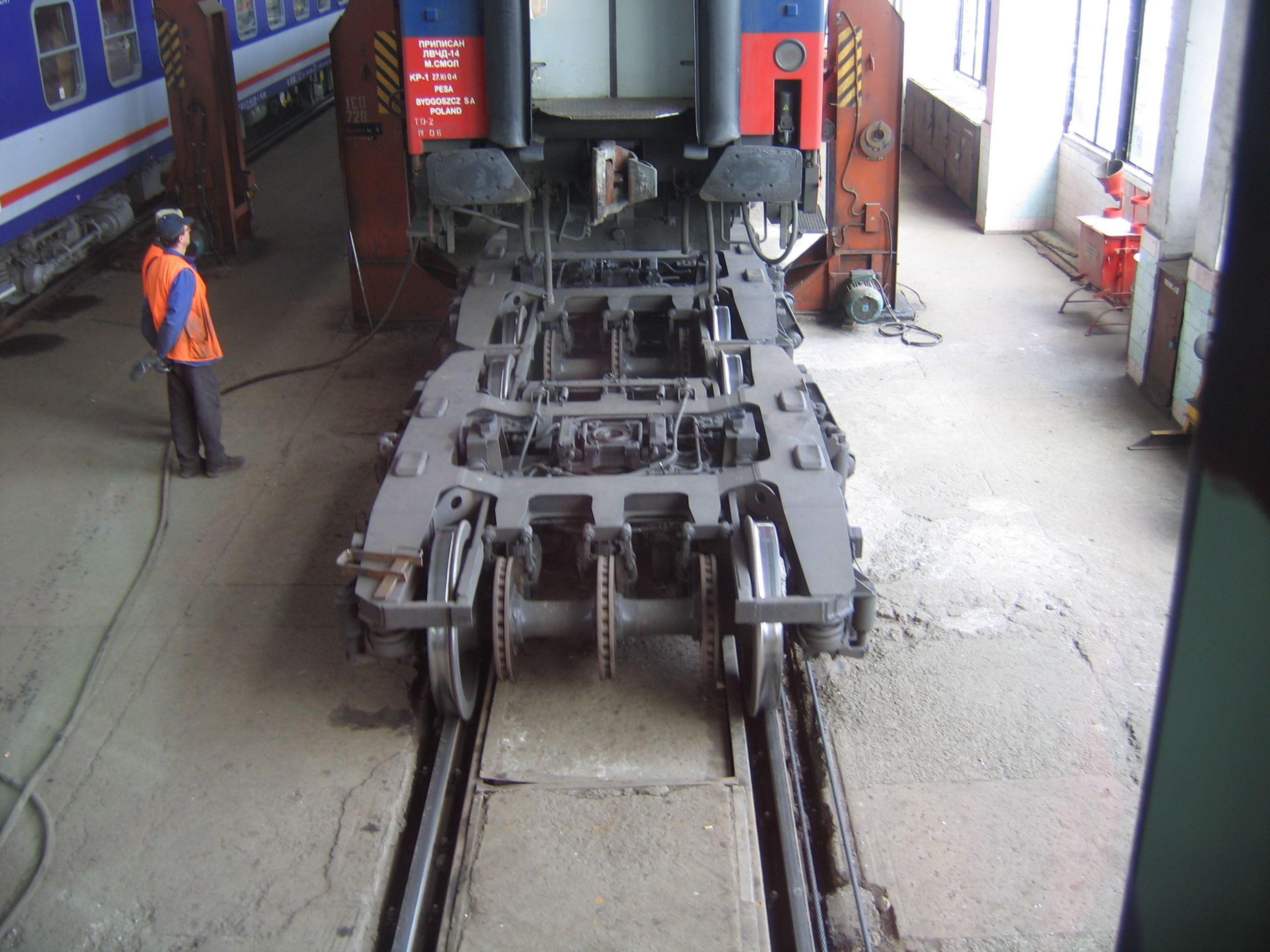
Wagen in der Umspuranlage in Brest

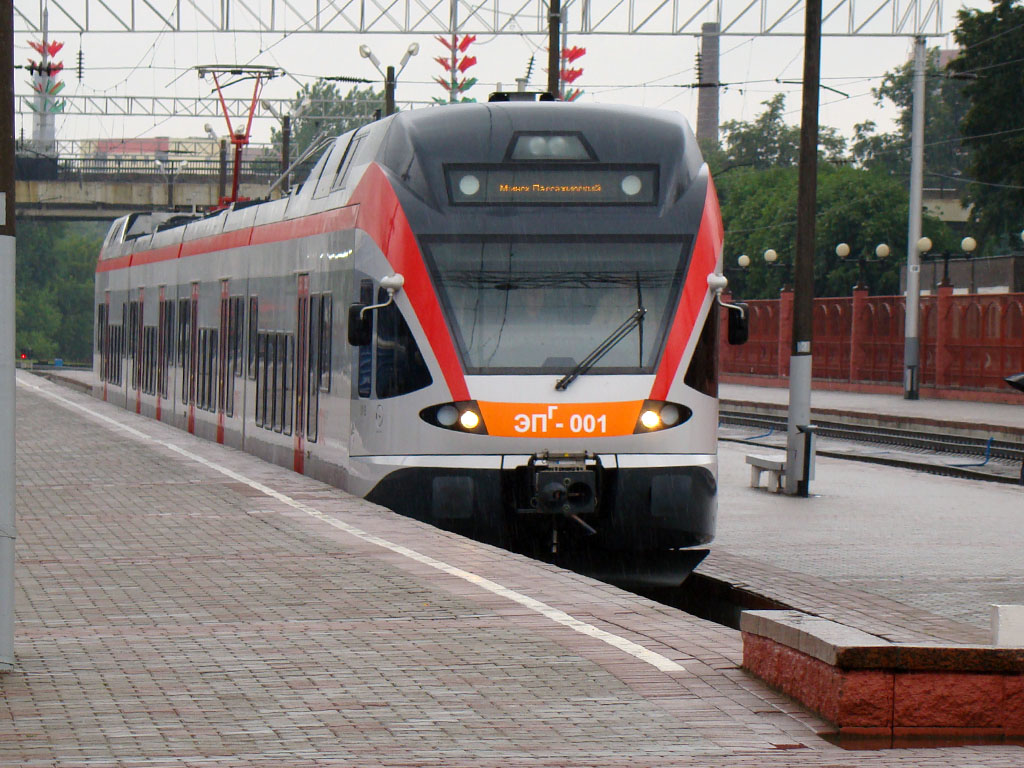
Stadler FLIRT in Minsk

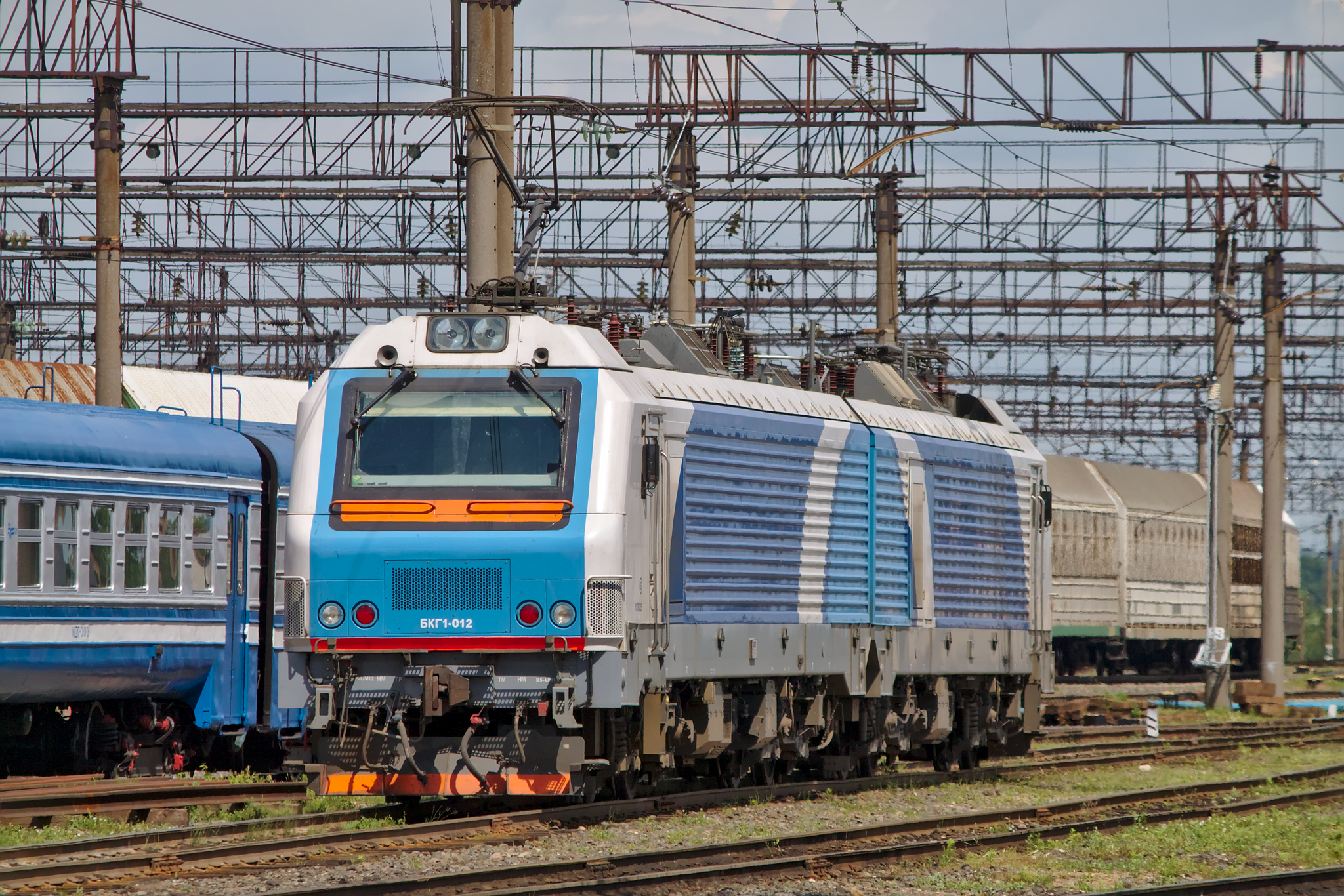
Lokomotive der Baureihe BKG1

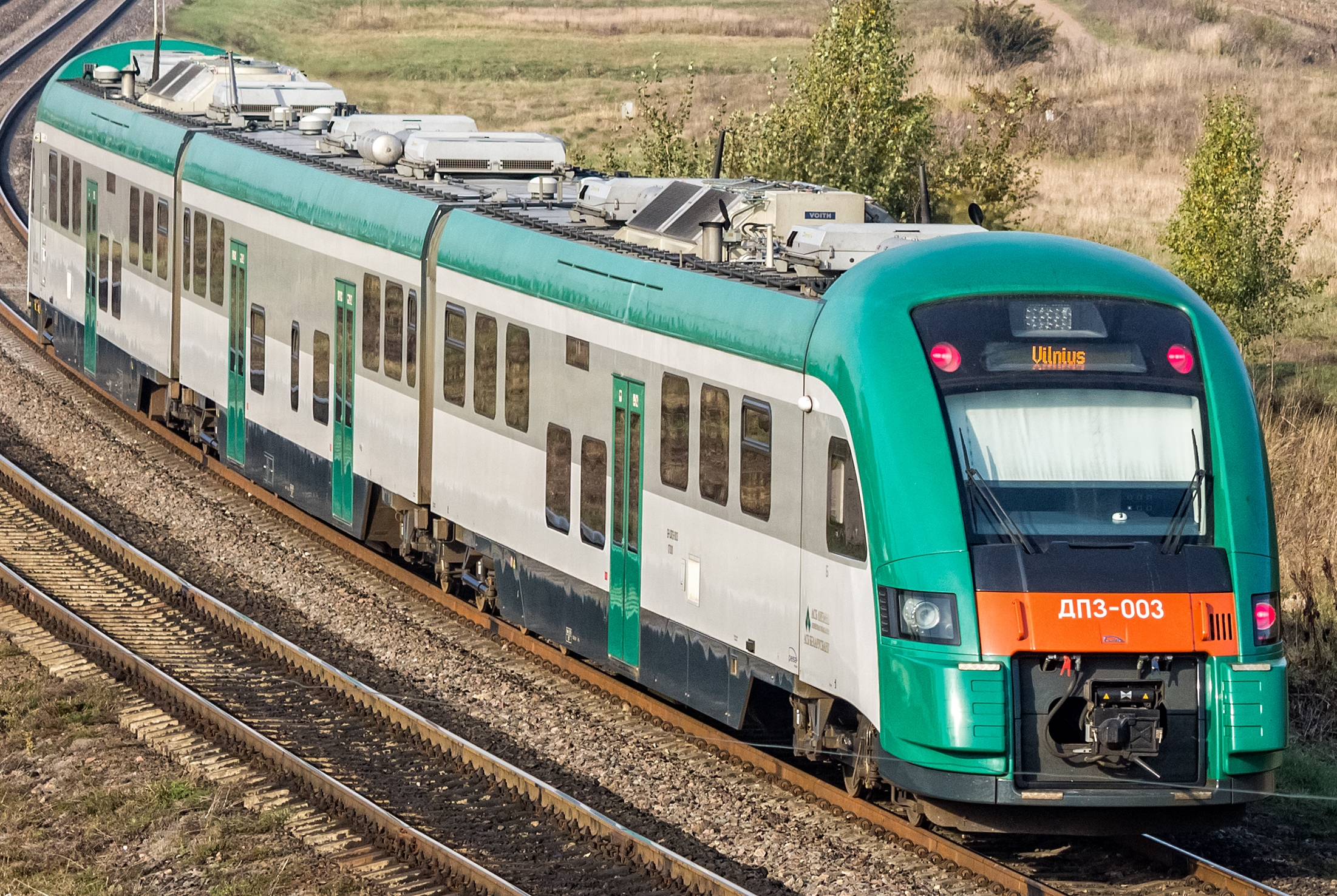
DP3 auf der Fahrt von Minsk nach Vilnius

Belaruskaja tschyhunka (BČ, auch: BTsch, russisch: Belorusskaja schelesnaja doroga) ist die belarussische Staatsbahn.

## Geschichte
Die erste Eisenbahnstrecke auf heute belarussischem Staatsgebiet war ein Abschnitt der 1851 bis 1862 errichteten St. Petersburg-Warschauer Eisenbahn. Dieser Abschnitt ging am 27. Dezember 1862 in Betrieb. Die heutige Magistrale von Brest über Minsk Richtung Moskau folgte 1871. Mehr als 4.000 km Strecke wurden auf heute belarussischem Gebiet bis 1917 gebaut. Bis zum Ausbruch des Zweiten Weltkriegs waren es 5700 km. Davon waren am Ende des Krieges 4.000 km zerstört.
Die BČ entstand nach dem Zerfall der Sowjetunion als Nachfolger der Sowjetischen Eisenbahnen auf dem belarussischen Staatsgebiet. Als Staatsbetrieb ist die BČ dem belarussischen Verkehrsministerium unterstellt. Die BČ ist seit 1992 Mitglied der OSShD und der UIC. Die Mitgliedschaft in der UIC wurde angesichts des auch von belarussischem Territorium ausgeführten russischen Überfalls auf die Ukraine und der daraufhin beschlossenen Wirtschaftssanktionen  Anfang März 2022 suspendiert. Am 19. März 2022 wurde gemeldet, dass Mitarbeiter der BC sämtliche Bahnstrecken in die Ukraine unbefahrbar gemacht haben um zu verhindern, dass russischer Nachschub über die Strecken befördert wird.
Die BČ wurde im November 2022 in die Sanktionslisten Kanadas und im Januar 2023 der Ukraine aufgenommen. Auch Kanada verhängte Sanktionen gegen Wladimir Morosow, den Chef der BČ, später auch die Europäische Union, die Schweiz, die Ukraine, Australien und Neuseeland.

## Infrastruktur
Das Eisenbahnnetz der BČ hat – bis auf wenige Ausnahmen – die aus Zeiten der russischen und sowjetischen Herrschaft übernommene russische Breitspur von 1520 mm. Es hat eine Länge von etwa 5500 km und ist sternförmig auf die zentral gelegenen Hauptstadt Minsk ausgerichtet. Eckpunkte sind Hrodna, Brest, Homel, Mahiljou, Orscha und Wizebsk. Große Teile des Netzes sind mit 25 kV 50 Hz elektrifiziert. Die Elektrifizierung wird fortlaufend vorangetrieben. Seit 2016 wird zwischen Homel, Schlobin und Assipowitschy (193 km) elektrisch gefahren, 2017 soll der elektrische Betrieb der Strecke Maladsetschna–Hudahaj, Grenzbahnhof zu Litauen, (84 km) aufgenommen werden. Als Nächstes ist – bis 2020 – der Abschnitt Schlobin – Kalinkawitschy – Barbarau vorgesehen.
Die westliche Grenze des Netzes bildet den Übergang zum 1435-mm-Netz Zentral- und Westeuropas, den Übergang zwischen den Regelwerken der OSShD und der OTIF und den Übergang zur Europäischen Union.
Wichtige Bahnhöfe sind
- Brest-Zentralny (Brest); in diesem Grenz- und Spurwechselbahnhof zum 1435-mm-Netz gibt es Umspuranlagen für Reisezugwagen. Traditionell werden hier Drehgestelle und Kupplungen getauscht. Seit 2017 ist auch eine automatische Umspuranlage für die Talgozüge der Verbindung Berlin–Moskau in Betrieb.[Anm. 1]
- Homel-Passaschyrski (Homel)
- Hrodna (Hrodna); in diesem Grenz- und Spurwechselbahnhof zum 1435-mm-Netz gibt es Umspuranlagen, in denen Drehgestelle und Kupplungen getauscht werden.
- Mahiljou (Mahiljou)
- Maladsetschna (Maladsetschna)
- Minsk-Passaschyrski (Personenhauptbahnhof von Minsk)
- Minsk-Sartyrawalny (Rangierbahnhof von Minsk)
- Orscha-Zentralnaja (Orscha)
- Schlobin (Schlobin)
- Wizebsk (Wizebsk)

## Fahrzeuge
Der überkommene Fahrzeugpark wurde aus sowjetischen Beständen übernommen. Es verkehren Elektrolokomotiven aus tschechoslowakischer und Diesellokomotiven aus russischer und ukrainischer Produktion (Lokomotivfabrik Kolomna). Im Vorort- und Regionalverkehr fahren neben Elektrotriebwagen („Elektritschka“) auch Dieseltriebwagen. Eisenbahnwagen aus DDR-Produktion sind häufig.
Der Fahrzeugpark wird schrittweise modernisiert. Innerhalb des laufenden Fünfjahresplans (2016–2020) wurden beschafft:
- Zwei siebenteilige Elektrotriebzüge FLIRTG von Stadler Rail (Baureihe EPM, ЭПм)
- Zwei Güterzuglokomotiven der Baureihe BKG2 der CRRC Corporation Limited (ehemals: Datong Electrical Locomotive Plant), 16 weitere sollen 2017 folgen.
- Vier dreiteilige Dieseltriebwagen der Baureihe DP3 von PESA / Bydgoszcz (Polen)

## Betrieb

### Nationaler Verkehr
Die Eisenbahn ist wichtiger Träger des inländischen Güterverkehrs, der auf den Hauptstrecken dicht ist. 62 % des Gütertransports innerhalb von Belarus entfallen auf die Bahn. Zentrum des Güterverkehrs ist der Rangierbahnhof Minsk Sartyrawalny. Es gibt 16 Containerterminals. Die BČ selbst hält 2.500 Container vor.
Im inländischen Personenverkehr erbringt die Bahn etwa 40 % der Transportleistung. Es werden reservierungspflichtige Fernzüge und reservierungsfreie Nahverkehrs- und Vorortzüge angeboten. Zentrum des Personenverkehrs der BČ ist der Minsker Hauptbahnhof Minsk Passaschyrski. In der großstädtischen Agglomerationen von Minsk gibt es drei Vorortlinien, die mit „Elektritschka“ bedient werden. Sie führen nach Saslauje, Rudsensk und Smaljawitschy. Eine vierte Linie nach Dsjarschynsk soll bis 2020 eingerichtet werden.

### Internationaler Verkehr

#### Güterverkehr
Etwa 30 % des Exports des Landes werden mit der Bahn transportiert. Belarus ist auch ein wichtiges Transitland. Es gibt 16 Grenzbahnhöfe, an denen pro Tag 160 Güterzug-Paare abgefertigt werden. Die Abfertigungszeit für einen Container-Zug beträgt dabei zwischen sechs und neun Stunden. Die internationalen, das Land durchquerenden Verbindungen verlaufen hauptsächlich in Nordost-Südwest-Richtung. Am bedeutendsten sind die Verbindungen:
- Warschau (Polen) über Brest–Minsk–Orscha nach Smolensk–Moskau
- Prag–Kattowitz–Minsk–Moskau
- Wizebsk–Sankt Petersburg
- Vilnius–Minsk–Homel/Kiew
- Vilnius über Baranawitschy nach Riwne (Ukraine)

Auch im transkontinentalen Eisenbahnverkehr zwischen Europa, Ost- und Südostasien stellt die BČ einen wichtigen Baustein dar. Pro Woche verkehren etwa 30 Züge zwischen Europa und China über das Netz der BČ. Sie werden hier mit durchschnittlichen Geschwindigkeiten von mehr als 100 km/h gefahren. Der Containerverkehr weist erhebliche Wachstumsraten auf: 2016 wurden 235.500 Container befördert. Das waren 143 % mehr als 2015. Zwischen Belarus und dem litauischen Hafen Klaipėda verkehrt der Container-Zug „Viking“, zwischen den Häfen von Tallinn und Riga einerseits und Odessa (Ukraine) und Tschornomorsk (früher: Illitschiwsk) andererseits der Container-Zug „Subr“ (Wisent).
Der Schienen-Transitverkehr zwischen der Oblast Kaliningrad und dem russischen Mutterland nutzt sowohl im Güter- als auch im Personenverkehr ebenfalls die BČ.

#### Personenverkehr
Internationale Verbindungen im Personenverkehr gibt es nach Kasachstan, Lettland, Litauen, Moldawien, Polen, Russland und in die Ukraine. Mit russischen Zügen, die über die BČ verkehren, bestehen zudem umsteigefreie Verbindungen nach Deutschland, Frankreich, Italien, Monaco, Österreich und Tschechien. Die Durchschnittsgeschwindigkeit liegt bei den internationalen Zügen allerdings nur bei knapp 66 km/h, was nicht zuletzt den immer noch langen Grenzaufenthalten zum Umspuren der Züge geschuldet ist. Auf der Verbindung Minsk–Vilnius ist ein Hochgeschwindigkeitsverkehr geplant.
Die BČ betreibt einen Luxuszug für Schienenkreuzfahrten in Ost- und Nordosteuropa unter dem Namen Bellaruss-Courier.

## Wissenswert
Das zentrale Museum der BČ befindet sich in Baranawitschy.